# Scotognapha taganana
Scotognapha taganana Ovtsharenko, Platnick & Murphy, 2001 è un ragno appartenente alla famiglia Gnaphosidae.

## Etimologia
Il nome della specie deriva dalla località in cui sono stati rinvenuti gli esemplari: Taganana sull'isola di Tenerife.

## Caratteristiche
L'olotipo maschile rinvenuto ha lunghezza totale è di 8,15mm; la lunghezza del cefalotorace è di 4,38mm; e la larghezza è di 3,08mm.

## Distribuzione
La specie è stata reperita nelle Isole Canarie: l'olotipo maschile è stato rinvenuto sotto alcune pietre in località Taganana, sull'isola di Tenerife.

## Tassonomia
Al 2015 non sono note sottospecie e dal 2001 non sono stati esaminati nuovi esemplari.